# Раджив Ганді

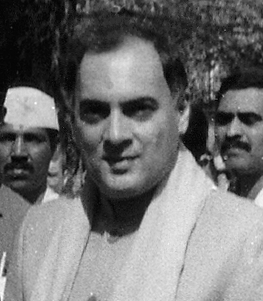
Раджив Ганді

Раджи́в Га́нді (гінді राजीव गाँधी, 20 серпня 1944, Мумбаї, Британська Індія — 21 травня 1991, Шриперумбудур, Тамілнад, Індія) — індійський політичний діяч, Прем'єр-міністр Індії в 1984–1989.

## Життєпис
Старший син Індіри Ганді і внук Джавахарлала Неру. Вчився у Великій Британії, прагнув не втручатися в політику. Привернутий матір'ю до політичної діяльності досить пізно, після несподіваної смерті політично ангажованого молодшого брата Санджая: з 1980 призначений керівником молодіжного крила очолюваної Індірою партії Індійський національний конгрес (І) — ІНК(І). У 1983 призначений генеральним секретарем партії і фактично наступником матері. Після вбивства Індіри в жовтні 1984 вибраний головою правлячої партії ІНК(І), очолив уряд і одночасно до 1988 був міністром закордонних справ. У 1989 ІНК втратив владу, Ганді став впливовим лідером опозиції.

## Уряд Раджива Ганді
Уряд Раджива Ганді (1984—1989) ужив рішучих заходів для забезпечення законності й порядку. Він проголосив основними завданнями внутрішньої політики подальше зміцнення єдності країни, боротьбу проти сепаратистських елементів і «старих ворогів» індійського суспільства — бідності, безробіття, неписьменності, хвороб. Проте виконання цих завдань зіткнулося з численними труднощами.
Хронічним явищем стало безробіття (у 1985 р. — 25 млн осіб), зростали корупція та зловживання владою в апараті правлячої партії, що, звісно, викликало обурення різних верств індійського суспільства.
Напередодні виборів 1989 р. сім опозиційних партій створили блок під назвою «Національний фронт», який переміг на виборах у листопаді 1989 р. У новому коаліційному уряді провідні позиції посіла релігійно-громадська організація «Бхаратія джаната парті» (БДП). Новий уряд роздирали суперечності, він виявився недієздатним. У травні 1991 р. було призначено дострокові вибори до парламенту.
Під час виборчої кампанії 21 травня 1991 р. терористи вбили Р. Ганді, але це не змогло завадити перемозі партії ІНК(І), яка сформувала уряд на чолі з Нарасімха Рао. Він розпочав здійснювати кардинальні перетворення в економіці, поступившись багатьма лівоцентристськими традиціями ШК(І). Була проведена лібералізація економічної системи, розірвані пута різних регламентацій, країна стала відкритою для іноземного капіталу, збільшилися капіталовкладення в промисловість і сільське господарство. Економічне зростання в 1991—1995 рр. перевищило 5 % на рік. Уряд намагався узгодити свою економічну політику із законами ринку.
Проте уряд ШК(І) не зміг вирішити всі проблеми. На виборах у травні 1996 р. перемогу здобула опозиційна БДП. її лідер Атал Біхарі Ваджпаї став новим прем'єр-міністром Індії. Самостійно керувати державою ця партія не змогла, через що почали створюватися коаліційні уряди. На певний час А. Ваджпаї втратив владу, однак у лютому 1998 р. знов очолив коаліцію, а в жовтні 1999 р. його партія перемогла на позачергових парламентських виборах. 1998 р. ознаменувався ще однією важливою подією — у травні в Індії було здійснено випробування ядерної зброї. Згодом те саме здійснив і Пакистан. Світ був шокований звісткою про те, що ці держави стали членами «ядерного клубу».
Отже, Індія вступила в XXI ст. ядерною державою, що продемонструвало можливості її економіки. Однак найбільша у світі демократія, як часто називають Індію журналісти, має багато проблем як в економічній, так і в політичній сферах. Основні з них — низький рівень доходів населення, яке вже перевищило мільярд, і сепаратизм етнічних меншин, що підриває цілісність країни.

## Смерть
Під час чергової передвиборної кампанії, маючи високі шанси на перемогу, убитий тамілськими терористами (в результаті вибуху, здійсненого терористкою-смертницею недалеко від Мадраса). У 1998 було засуджено 28 змовників, що брали участь в організації вбивства Раджива Ганді. Після його загибелі партія ІНК (І) залишилася в руках династії Неру-Ганді: на чолі партії, незважаючи на початкову відмову, стала вдова Раджива Соня Ганді, за походженням італійка (як і сам Раджив, вона спочатку сторонилася політики).